# 田波
田波（1931年12月25日—2019年12月15日），男，山东桓台人。中国病毒学家。中国科学院院士。

## 生平
1931年12月生于山东省桓台县夏庄。高中时代先后就读于南京国立中央大学附属中学和青岛市立高中。1954年毕业于北京农业大学植物保护系。毕业后被分配至中国科学院微生物研究所病毒学研究室工作。在林传光教授的指导下从事病毒在马铃薯退化中作用的研究，历任研究实习员、助理研究员、副研究员。1986年晋升为研究员。
1981年澳大利亚阿德莱德大学访问学者。1986年西德杜塞尔多夫大学客座教授。1990年美国马里兰大学和威斯康星大学客座教授。1993年英国苏格兰作物所访问学者。中国植物病理学会常务理事，中国植物保护学会理事。1984年至2001年，中国微生物学会病毒学专业委员会第二至五届副主任委员。
1991年当选中国科学院院士（学部委员）。2001年兼任武汉大学生命科学学院及病毒学国家重点实验室教授。2003年非典疫情爆发后，致力于对SARS冠状病毒致病机制的研究。
因病医治无效于2019年12月15日在北京逝世，享年88岁。

## 科学贡献
1954至1979年研究了病毒与高温对马铃薯花叶型退化的作用，发现病毒感染后在低温条件下马铃薯产生耐病性而不发生退化。从而提出无病毒种薯生产方案。
1980年代开展亚病毒研究：1983年在国际上首次报道了应用卫星RNA防治黄瓜花叶病毒，并获得成功。他还发现了一种新型类病毒——牛旁矮化类病毒，获得了国际上的承认。1987年，领导科研团队成功地将人工合成的抗黄瓜花叶病毒基因转入西红柿细胞核染色体中，首次得到具有抗病性的西红柿新株系。
1989年涉足医学病毒，研究了SARS和艾滋等病毒融合蛋白的7肽重复序列与细胞融合的分子机制，设计了一种三螺旋蛋白高抗艾滋病毒。
2003年开始研究SARS冠状病毒融合机制，研制出了抗击该病毒侵入细胞的多肽药物。

## 荣誉
主持的科研项目曾五次获得中国科学院自然科学和科技进步奖，两次获得国家自然科学与科技进步奖，三次获得省部级奖项。1988年获国家有突出贡献的中青年专家称号。1997年获得首批华夏英才基金资助。1999年何梁何利科学与技术进步奖。2016年获中国植物病理学会终身成就奖。